# 대학 얄개
"대학 얄개"는 1982년에 개봉한 대한민국의 영화이다.

## 캐스팅
- 이승현
- 강주희
- 이덕화
- 전영록
- 김보연
- 손창호
- 박재호
- 권오현
- 전진영
- 김민규
- 문미봉
- 김태정
- 박예숙
- 라삐또리오 신부 (특별출연)
- 구창모 (특별출연)
- 배철수 (특별출연)
- 이봉한 (특별출연)
- 김정선 (특별출연)
- 김상복 (특별출연)
- 오승동 (특별출연)